# Stifone
Stifone è una frazione del comune di Narni, in provincia di Terni, posta lungo la riva sinistra del fiume Nera e lungo la via Ortana.
Il paese, a 93 m s.l.m., è sovrastato dalle balze rocciose su cui poggia il sovrastante castello di Taizzano. Secondo i dati del censimento Istat del 2001, è popolato da 41 abitanti.

## Storia
Nei suoi pressi sorgeva l'antico porto della città, nonché una struttura cantieristica presumibilmente utilizzata dai romani per la costruzione di grosse imbarcazioni: dell'antica navigabilità del fiume Nera si hanno notizie da Strabone e Tacito. Nelle vicinanze è stato scoperto il sito archeologico di un cantiere navale romano.
Afferma in proposito il primo sindaco della Narni liberata, Rutilio Robusti:
(Rutilio Robusti, Narni, guida della città e dintorni, 1924)
Che le parole di Robusti avessero un fondamento di realtà lo ha poi rivelato la recente individuazione di quella che era l'area dove le imbarcazioni venivano costruite, situata circa 900 m più a valle dell'abitato. Le dimensioni della struttura cantieristica lasciano tuttavia pensare che non si trattasse di semplici zattere, bensì di qualcosa di imponente realizzato dietro ad una precisa esigenza storica. Gli sforzi di alcuni volontari, riuniti nell'associazione Porto di Narni Approdo d'Europa, sono volti ad accertare quale fosse la reale utilizzazione di quel bacino, potendosi trattare di una scoperta per certi versi unica, qualora si accertasse un collegamento con la I e la II guerra punica. Il sito archeologico giace tuttavia ancora in uno stato di abbandono e non è fruibile ad eventuali visitatori.
Il centro storico del paese venne invece edificato principalmente nel periodo che va dal XIV al XVI secolo, quando Stifone divenne il fulcro degli interessi agricoli della famiglia Silori, uno dei ceti narnesi più rilevanti, che costruì la maggior parte delle abitazioni, destinate alle numerose famiglie di contadini e artigiani che prestavano la propria opera per il "signore". Questa conformazione economica e sociale si protrasse fino a dopo la prima guerra mondiale, quando l'industrializzazione della provincia di Terni attrasse la manodopera di Stifone verso il lavoro operaio.

## Economia
L'abbondanza d'acqua, sia di fiume che sorgiva, ha giovato molto all'economia del luogo, nei tempi passati.
Stifone era sin dal Medioevo noto per la numerosità dei suoi mulini ad acqua, di cui il più importante era noto come Mola Alberti, dal nome della famiglia proprietaria.
Grande importanza rivestì la ferriera pontificia, sorta per raffinare il minerale estratto dalle rocce del monte Santa Croce. Essa fu costruita nel 1707 dalla Reverenda Camera Apostolica e nel 1713 fu rilasciata a un cittadino genovese la licenza per lo sfruttamento delle miniere e per l'utilizzo della ferriera.
In prossimità del fiume ancora si trova il porto dell'antica Narnia, che ha rivestito una certa importanza dall'epoca romana sino al XVIII secolo, perché veniva utilizzato per il trasporto di legname, laterizi e derrate alimentari dall'Umbria fino a Roma. Da presumersi che la struttura servisse inoltre anche un regolare trasporto di persone verso Roma. Noto il passo di Tacito dove si parla del console Gneo Calpurnio Pisone che nell'anno 19 d.C. raggiunse la capitale imbarcandosi proprio a Narni..
Negli antichi statuti delle Corporazioni, in particolare in quello dell'Arte della Lana, si riscontrano notizie su Stifone come sede, dal XIV al XVIII secolo, di alcune gualchiere. Per gualchiera si intendeva sia il complesso degli attrezzi utilizzati sia l'edificio dove, sfruttando la forza dell'acqua, si eseguiva la gualcatura o follatura della lana. I gualchierai, che a Stifone arrivarono ad essere 9 nel XVI secolo, oltre a svolgere la follatura, custodivano le gualchiere, tramandandosi il mestiere di padre in figlio; erano iscritti anche all'Arte della Lana e quindi sottoposti a tutti i vincoli imposti dalla Corporazione, almeno fino al 1782, anno della sua soppressione.
Sulle cascate dell'acqua sorgiva nelle vicinanze della Mola Alberti, su impulso dell'ingegnere Aldobrando Netti, nativo di Stifone e pioniere dell'energia elettrica in Italia, vennero anche messe in funzione nel 1892 due tra le prime centrali idroelettriche italiane, utilizzate anche per illuminare la città di Narni. Dal 1939 esse sono sommerse dall'invaso artificiale usato per alimentare la centrale ex-Valdarno. L'invaso ha anche coperto lo sbocco di diverse sorgenti naturali, che riescono a fornire un flusso complessivo di circa 10 m³/s.

## Monumenti e luoghi d'interesse
- Antichi lavatoi, nel centro del paese, da cui scaturisce un abbondante flusso d'acqua sorgiva;
- Edificio del Monte Frumentario;
- Chiesa di S. Marina, contenente due pale d'altare del XVIII secolo;
- Resti del Cantiere navale romano di Stifone;
- Ponte sul Nera;
- Eremo di Santa Betta o Monastero di San Giovanni, di cui restano in parte gli edifici e le cisterne per l'acqua.

## Sport
- Subacquea
- Mountain bike